# ریتا لایت
ریتا لایت (انگلیسی: Rita Leite؛ زادهٔ ۱۴ ژوئیهٔ ۱۹۹۷) بازیکن فوتبال اهل لوکزامبورگ است.
وی همچنین در تیم ملی فوتبال Luxembourg بازی کرده‌است.